# Joseph Linke
Joseph Linke (també escrit Joseph Lincke, Josef Linke;Trachenberg a Silèsia, ara Żmigród (Polònia), 8 de juny, 1783 - Viena (Àustria), 26 de març, 1837), va ser un violoncel·lista i compositor que va tenir una carrera distingida a Viena, com a solista i com a membre del Schuppanzigh Quartet. Va participar en les primeres representacions de quartets de corda i altres obres de cambra de Ludwig van Beethoven i Franz Schubert.

## Joventut i carrera
El pare de Linke, era violinista a la capella del príncep Hatzfeld, li va ensenyar el violí. Va quedar orfe als deu anys i es va mantenir copiant música. El 1800 esdevingué violinista al convent dominic de Breslau; va estudiar violoncel amb Lose, el primer violoncel·lista de l'Òpera de Breslau, on Carl Maria von Weber era el director. A la marxa de Lose, Linke el va succeir a l'orquestra del teatre.
Es va traslladar a Viena el 1808, i es va convertir en el violoncel·lista d'un quartet de corda que el comte Andrey Razumovsky havia encarregat al violinista Ignaz Schuppanzigh de muntar; El Schuppanzigh Quartet va donar concerts al palau del comte. El desembre de 1808, Schuppanzigh, Linke i Beethoven van fer les primeres interpretacions dels dos trios de piano de Beethoven Op. 70, i el 1814 van oferir la primera interpretació del Trio amb piano de Beethoven Op. 97 (el "Trío de l'Arxiduc"). El 1815 Beethoven va escriure per a Linke les dues Sonates per a violoncel op. 102.
Linke va romandre amb el quartet de Schuppanzigh fins que es va dissoldre, després que el palau del comte es va incendiar parcialment el 31 de desembre de 1814. Schuppanzigh va deixar Viena durant diversos anys. Linke estava vinculat a la casa d'Anna Maria Erdődy, una noble hongaresa i amiga íntima i mecenes de Beethoven. Va emprar a Linke com a segon tutor de música (després de 
Johann Xaver Brauchle) dels seus tres fills. Els va acompanyar a Paukovec, Croàcia, on havia de residir la família, després que tota la família abandonés Viena el 1815.

## Anys posteriors
Linke va tornar a Viena el 1818, on va ser solista de l'orquestra del "Theater an der Wien". Va formar part d'un quartet muntat el 1819 pel violinista Joseph Böhm, en el qual els altres intèrprets eren Karl Holz i Franz Weiss, tots dos anteriorment amb el quartet de Schuppanzigh.
Schuppanzigh va tornar a Viena el 1823, i Linke es va unir al seu quartet restablert, amb Karl Holz i Franz Weiss. El 1824 Beethoven, que no havia escrit cap quartet de corda des del seu Op. 95 el 1810, va compondre el seu Quartet de corda op. 127, i l'any següent el quartet de Schuppanzigh va fer la primera interpretació d'aquesta obra. Més tard van interpretar el seu Quartet de corda op. 130 i Quartet de corda op. 132. El quartet també va oferir la primera interpretació del Quartet en la menor de Schubert (D. 804).
Després de la mort de Schuppanzigh el 1830, va formar part d'un quartet muntat el 1834 pel violinista Leopold Jansa.
Linke va compondre diverses obres per a violoncel, inclòs un concert per a violoncel.

Va morir el 1837; va ser descrit en un obituari a la revista musical Neue Zeitschrift für Musik:
| « | Va ser un gran amic de Beethoven, que va escriure molt per a ell. La seva manera de presentar les composicions de Beethoven era única, i no he sentit mai cap altre violoncel·lista amb aquesta interpretació, que segons les circumstàncies podria ser afalagadora, agressiva, capritxosa, apassionada, etc., en definitiva expressant-se en els estats d'ànim requerits, i interpretant així el de Beethoven, manera essencial. | » |